# Eucalyptus saxatilis
Eucalyptus saxatilis är en myrtenväxtart som beskrevs av Kirkpatr. och Murray Ian Hill Brooker. Eucalyptus saxatilis ingår i släktet Eucalyptus och familjen myrtenväxter. Inga underarter finns listade i Catalogue of Life.